# Stazione di Siponto
La stazione di Siponto è il secondo scalo ferroviario della città pugliese di Manfredonia. La stazione diventa, nel periodo estivo, una fermata importante per i bagnanti provenienti dalle zone dell'entroterra della Puglia settentrionale. La stazione di Siponto conta un binario passante e il fabbricato viaggiatori è chiuso al pubblico. La stazione si trova all'estremità dell'ingresso sud della città di Manfredonia, nei pressi dei nuovi comparti e presso la località di Siponto.